# Rio Taquari (São Paulo)
O rio Taquari é um curso de água que banha o estado de São Paulo, no Brasil. É formado pela junção dos rios Taquari-Mirim e Taquari-Guaçu, na localização geográfica: 24°00'06,7" sul, 48°55'05,5" oeste (município de Itapeva). Sua foz é no rio Paranapanema na localização geográfica: 23°15'11,9" sul, 49°12'34,2" oeste (divisas municípios de Itaí e Piraju, na Represa de Jurumirim).

## Topônimo
"Taquari" é um termo oriundo da língua tupi. Tem dois significados possíveis:
- "rio da taquara", pela junção de takûara ("taquara") e  'y  ("água, rio")[1]
- "taquara pequena" (takwa'ri)[2].

## Afluentes
Na ordem da nascente:

### Margem esquerda
- Córrego Padre Miguel
- Rio Pirituba
- Córrego da Lagoa Bonita
- Ribeirão das Lavrinhas
- Córrego do Venâncio
- Córrego Nhá Cândida

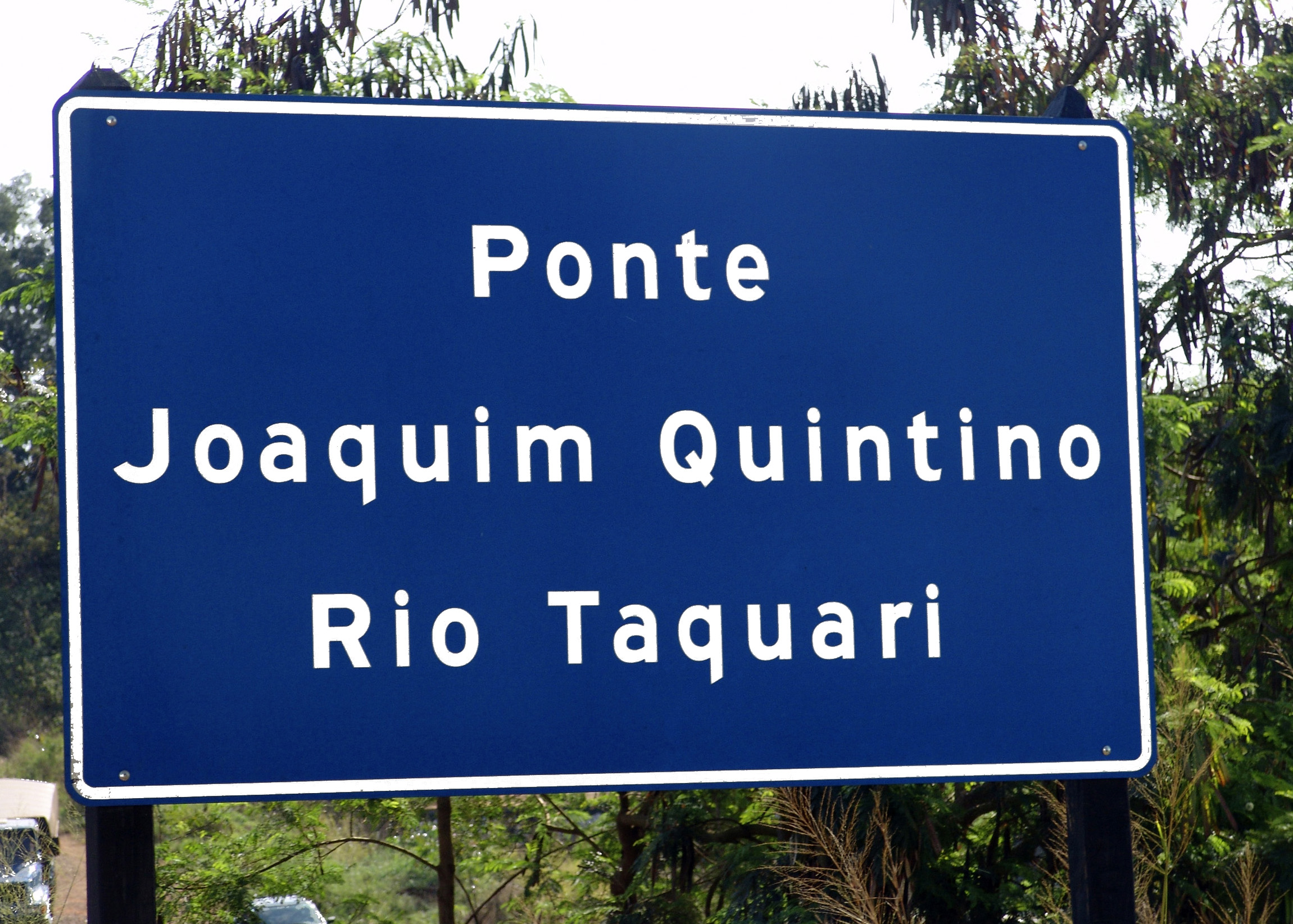
Ponte na divisa de Itaí com Taquarituba

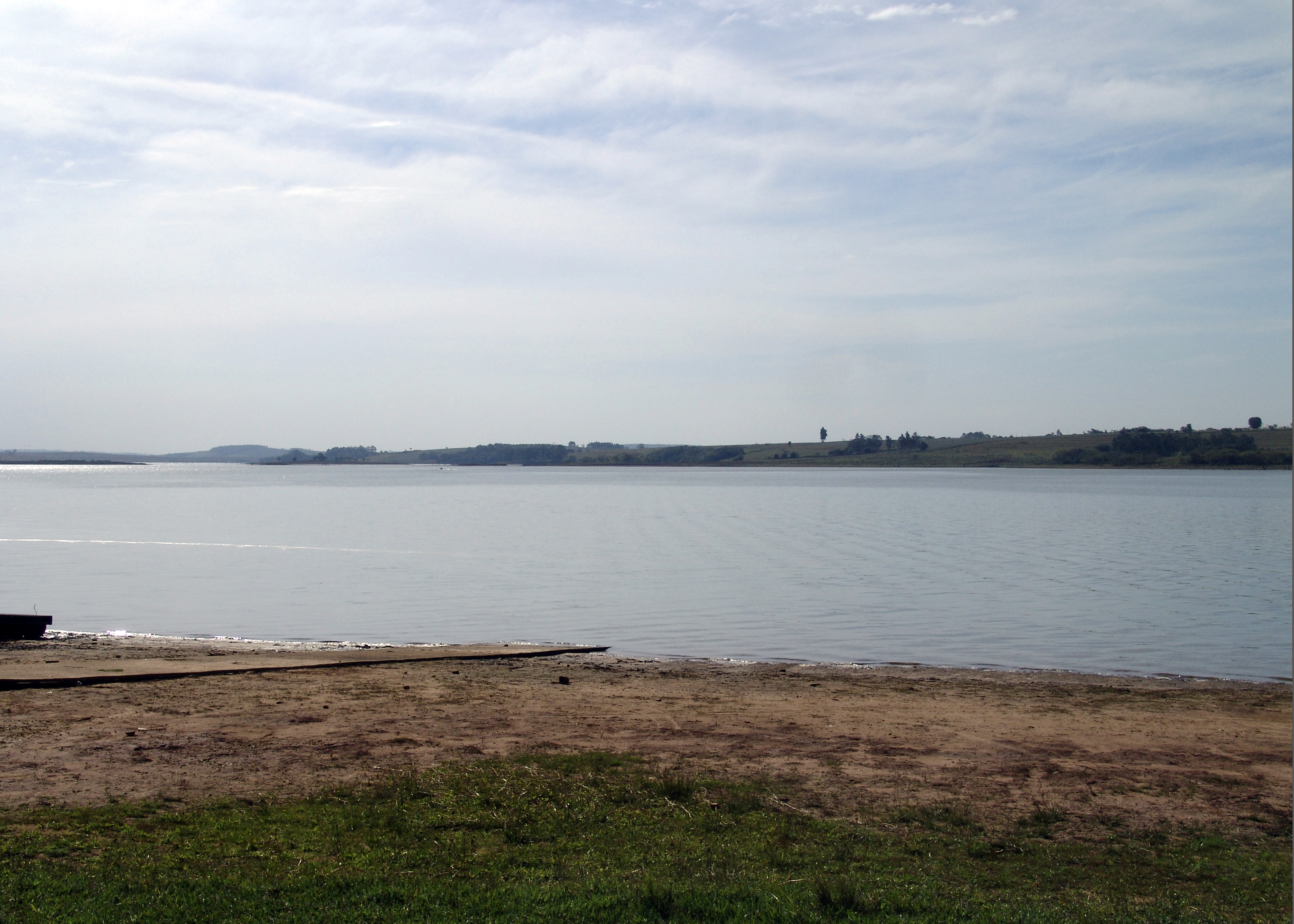
Vista do rio no camping de Taquarituba

- Ribeirão do Quati ou do Vaquejador
- Córrego do Candinho
- Ribeirão do Muniz
- Córrego da Palmeirinha
- Córrego dois Irmãos
- Córrego Brechol
- Ribeirão do Barreiro
- Ribeirão Bonito
- Ribeirão do Jacu

### Margem direita
- Ribeirão Pilão d'Água
- Ribeirão dos Lemos ou Jaó
- Ribeirão Timbuva
- Córrego do Vinagre
- Córrego do Arlindo
- Córrego dos Alves
- Córrego da Usina
- Córrego da Figueirinha
- Ribeirão do Caçador
- Ribeirão da Restinga Grossa
- Ribeirão do Cascalho
- Córrego da Estiva
- Córrego Sorocaba
- Córrego da Água Choca
- Córrego da Divisa
- Córrego das Palmeiras
- Córrego do Leitão
- Córrego do Candinho
- Ribeirão da Corrente
- Ribeirão dos Carrapatos